# 情人 (小说)
《情人》（法語：L'Amant）是法国女作家玛格丽特·杜拉斯在1984年写的小说。这是一部带有自传色彩的作品，以法国殖民者在越南的生活为背景，描写了一名贫穷的法国少女与富有的华裔少爷之间深沉而无望的爱情，笔触深达人性中某些最根本、最隐秘的特质，催人深思。除了爱情，这也是一个女孩的人生历程和成长，大量的笔墨在描述她的家庭，母亲和哥哥。她所经历的一切都是毁灭性的，她面临着是贫穷，孤独，缺乏爱以及暴力。
该小说是杜拉斯最著名的小说之一，至今已被翻譯為43種語言。1984年，獲得法國龔古爾文學獎。《情人》出版后，在中国涌现很多译本，其中最著名的是1986年诗人及翻译家王道乾先生的译本，该译本文字优美，富有节奏感和韵律美，受到中国当代小说家王小波的推崇，也因此在中国流传极广。

## 改編作品
- 电影《情人》（1992年）

## 获奖
- 1984年获龚古尔文学奖。
- 1986年获里茨－巴黎－海明威奖，被评价为“当年用英语发表的最佳小说”。
- 1991年法国导演让·雅克·阿诺（Jean-Jacques Annaud）将该小说搬上荧幕。中国情人“他”由香港演員梁家輝扮演。女主角“我”则由英国女星珍·玛奇（Jane March）饰演。该片最终入选法国戛纳电影节，获得了比较好的评价。电影的旁白由珍妮·莫罗（Jeanne Moreau）完成，这位参与过多部新浪潮时期大师作品的女演员，被誉为新浪潮女神。她的旁白深沉沧桑，为影片增色不少。

## 与现实生活的联系
杜拉斯从未透露她的中国情人的姓名，但在拍摄影片《情人》时，她承认她就是书中的女主角。她了解到的他的最后音讯，就是他在中华人民共和国成立後移民去了美国，在拍摄电影的时候他已经去世。以杜拉斯的恋爱史来看，中国情人的原型有可能是越南华裔黄水黎。
杜拉斯当年恋爱时是15岁，与书中女主角的年龄相符。
在电影里，女主角对男主角说自己17岁，男主角说他32岁。

## 相关链接
- 情人 (1992年電影)